# Prekid programa
Prekid programa je treći studijski album virovitičkog rock sastava Vatra, koji je objavljen 2004. godine od izdavačke kuće Dallas Records. Album sadrži deset skladbi, a njihov producent je Denis Mujadžić - Denyken.
Kao singlovi su objavljene skladbe "Anđeo s greškom", "Gorim", "Gorim remix", "Privremeno nedostupan", "Unutra van remix" i "Alkohol", te su za iste snimljeni i spotovi.

## Popis pjesama
1. "Intro" (1:34)
2. "Privremeno nedostupan" (3:21)
3. "Unutra / van" (4:01)
4. "Anđeo s greškom" (3:30)
5. "Tebi u lice" (4:17)
6. "Gorim" (3:20)
7. "Alkohol" (3:51)
8. "Java" (4:01)
9. "Jedno" (3:16)
10. "Krvave oči" (4:37)

## Izvođači
- Ivan Dečak - Vokal, ritam gitara
- Robert Kelemen - električna gitara
- Boris Gudlin - bas-gitara
- Irena "Cega" Celio - klavijature, prateći vokal
- Mario Robert Kasumović -bubnjevi

### Produkcija
- Producent, miks, mastered, aranžer - Denyken
- Izvršni producent - Siniša Bizović
- Aranžer - Vatra
- Glazba, tekst - Ivan Dečak
- Dizajn - Tonka Lujanac
- Fotografija - Saša Pjanić

## Vanjske poveznice
- Discogs.com - Recenzija albuma